# جوناس سالک
جوناس سالْک (به انگلیسی: Jonas Salk) (زاده ۲۸ اکتبر ۱۹۱۴ – درگذشته ۲۳ ژوئن ۱۹۹۵) پزشک آمریکایی کاشف واکسن فلج اطفال بود.

او به‌منظور توسعه یک واکسن بی‌خطر در کمترین زمان ممکن و با هیچ علاقه‌ای به سود شخصی، به تحقیقات خود ادامه داد. وقتی از او پرسیدند که صاحب حق ثبت اختراع آن کیست، سالک گفت:
"هیچ ثبت اختراع وجود ندارد. آیا می‌توانید خورشید را ثبت اختراع کنید؟"
 در سال ۱۹۶۰، او «مؤسسه مطالعات زیست‌شناسی سالک» را در لا هویا واقع در ایالت کالیفرنیا تأسیس کرد که اکنون یک مرکز مهم در زمینه تحقیقات پزشکی و زیست‌شناسی است.

## زندگی کودکی
جوناس سالک در نیویورک و از پدر و مادر اشکنازی یهودی به دنیا آمد. پدرش در کار تولید لباس‌های زنانه فعالیت داشت ولی جوناس شیفتهٔ علم و دانش بود.

## زندگی دانشگاهی

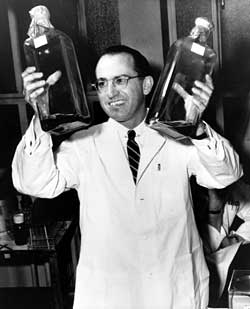
جوناس سالک در دانشگاه پیتسبورگ، مکانی که نخستین واکسن فلج اطفال را ساخت.

در دههٔ ۱۹۳۰ به عنوان دانشجوی سال اول رشتهٔ پزشکی وارد دانشگاه نیویورک شد. پس از مدتی به حدی نسبت به تحقیقات پزشکی علاقه‌مند گردید که مدت یک سال دانشکده را ترک و به تحقیق در زمینهٔ شیمی- پروتئین پرداخت. او به‌عنوان سخنوری چابک منطقی و متفکر با انرژی بیش از حد به تحقیقات خود ادامه می‌داد به‌طوری‌که می‌گفت کرم تحقیق در خون من افتاده‌است. سالک پس از فارغ‌التحصیلی از دانشگاه نیویورک و دریافت مدرک به سمت دانشگاه میشیگان عزیمت نمود تا به‌همراه یکی از استادانش به کار تحقیق ادامه دهد. ابتدا کار را بر ویروس آنفلوانزا آغاز نمود. اما بعد از مدتی با مشاهده بیماری فلج اطفال که هر ساله بر تعداد بیماران مبتلا به این بیماری افزوده می‌شد و این بیماری موجب روانه شدن هزاران انسان به بیمارستان‌ها و نتیجتاً استفاده از ویلچر می‌گردید تصمیم گرفت به تحقیق در زمینه ویروس همه گیر فلج اطفال بپردازد. پس از کشف ویروس فلج اطفال توسط جان اندرز در بافت‌های گرفته شده از کلیه میمون‌ها سالک به دنبال کشف واکسن رفت. او اعتقاد داشت که ساخت واکسنی که در آن از ویروس‌های کشته‌شده استفاده می‌شود امکان‌پذیر است و قدم به قدم نسبت به ساخت واکسن‌های آزمایشگاهی و تست آن‌ها بر روی میمون‌ها اقدام نمود و در ژوئن ۱۹۵۲ متوجه شد واکسنی که تهیه کرده بر روی انسان نیز نتایج مثبتی درپی دارد. فلج اطفال در لوله آزمایش متوقف شد و با کشف این واکسن تحول عظیمی در جهان به وجود آمد. سالک خود وخانواده‌اش را به عنوان نخستین افرادی که تحت واکسیناسیون قرار می‌گیرند انتخاب کرد و پس از آزمایش گسترده واکسن مذکور واکسن روانه بازار گردید. جوناس بعد از شیوع ویروس ایدز در دههٔ ۱۹۸۰ تصمیم گرفت تا واکسنی را برای آن بیابد اما موفق نشد.

## مرگ
جوناس سالک در ۲۳ ژوئن ۱۹۹۵، در سن ۸۰ سالگی در ایالت کالیفرنیا، آمریکا درگذشت.